# Långfinger

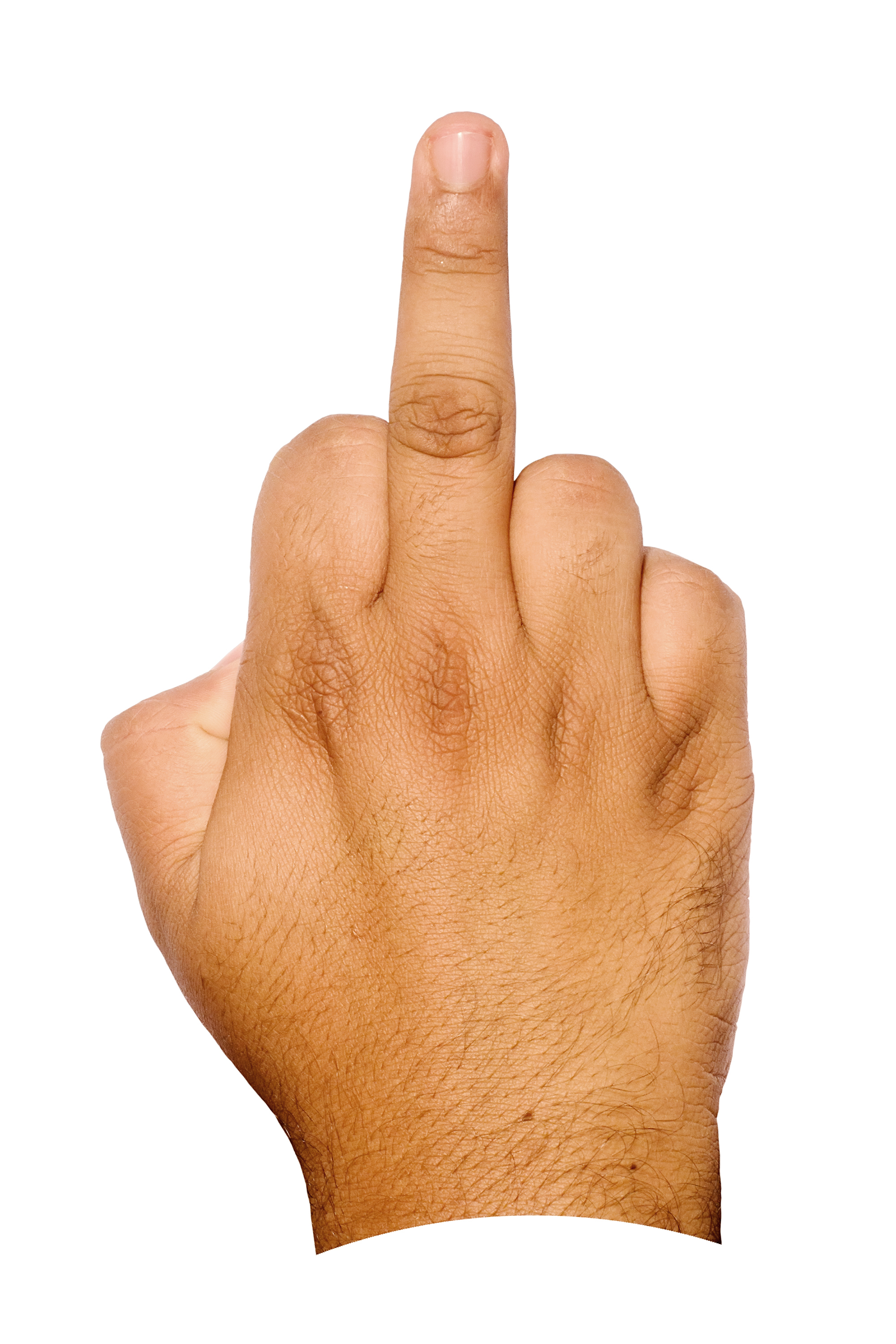
Långfinger

Långfinger (latin: digitus medius, digitus tertius) är det tredje och mellersta fingret på människans hand. Det sitter mellan ringfingret och pekfingret och är oftast det längsta fingret på handen. 
Särskilt i mitten och slutet av 1800-talet kunde långfinger och långfingrar i utvidgad betydelse även syfta på långfingrad, en tjuvaktig person.

## Ge fingret
Att sticka upp långfingret mot någon uppfattas vanligen som en mycket vulgär och förolämpande gest. 500 år f.Kr. började antikens greker använda fingret som symbol för sex mellan män. Tecknet kallades "katapugon", en sammansättning mellan orden "nedåt" och "bakdel". Det användes framför allt i scenkomedier, till exempel Molnen av Aristofanes. Romarna lät sig inspireras av grekerna och på latin kallades gesten "digitus impudicus", som betyder "fräckt finger". Där ansågs det vara mycket provokativt. När en skådespelare visade fingret för publiken efter hånfulla tillrop blev han förpassad från scenen.
Enligt en senare tradition är handgesten med ett uppsträckt långfinger ett arv från slaget vid Azincourt. Enligt den traditionen satte fransmännen skottpengar på engelska bågskyttar, och för att inkassera pengarna skulle deras långfingrar lämnas in, ibland både pek- och långfinger. För att håna fransmännen visade engelsmännen därför långfingret mot sin fiende för visa att de inte kunde verkställa sitt hot. Det är vederlagt som en sentida efterhandskonstruktion och det finns inga bevis på att fransmännen någonsin utfärdat sådan order.